# Чемпионат мира по лёгкой атлетике 2013 — бег на 100 метров (женщины)
Соревнования по бегу на 100 метров у женщин на чемпионате мира по лёгкой атлетике 2013 года прошли в Москве на стадионе «Лужники» 11 и 12 августа.

## Медалисты
| Золото  | Шелли-Энн Фрейзер-Прайс (JAM) |
| Серебро | Мюриэль Ауре (CIV)            |
| Бронза  | Кармелита Джетер (USA)        |

## Рекорды
На начало чемпионата действительными являлись следующие рекорды:
| Мировой рекорд                 | Флоренс Гриффит-Джойнер (USA) | 10,49 | Индианаполис, США      | 16 июля 1988    |
| Рекорд чемпионатов мира        | Марион Джонс-Томпсон (USA)    | 10,70 | Севилья, Испания       | 22 августа 1999 |
| Лучший результат сезона в мире | Шелли-Энн Фрейзер-Прайс (JAM) | 10,77 | Лондон, Великобритания | 27 июля 2013    |

## Результаты

### Предварительный раунд
Квалификация: первые 2 из каждого забега (Q) и 3 лучших по времени (q)

Ветер:

Забег 1: −0,4 м/с, забег 2: +0,3 м/с, забег 3: −0,5 м/с, забег 4: −0,4 м/с
| Место | Забег | Дорожка | Имя | Страна | Время | Прим. |
| ----- | ----- | ------- | --- | ------ | ----- | ----- |

### Четвертьфиналы
Квалификация: первые 3 из каждого забега (Q) и 3 лучших по времени (q)

Ветер:

Забег 1: −0,2 м/с, забег 2: −0,4 м/с, забег 3: −0,3 м/с, забег 4: −0,2 м/с, забег 5: −0,1 м/с, забег 6: −0,1 м/с, забег 7: −0,4 м/с,
| Место | Забег | Имя | Страна | Время | Прим. |
| ----- | ----- | --- | ------ | ----- | ----- |

### Полуфиналы
Квалификация: первые 2 из каждого забега (Q) и 2 лучших по времени (q)

Ветер:

Забег 1: −0,2 м/с, забег 2: +0,4 м/с, забег 3: +0,1 м/с
| Место | Забег | Дорожка | Имя | Страна | Время | Прим. |
| ----- | ----- | ------- | --- | ------ | ----- | ----- |

### Финал
Ветер: −0,3 м/с
| Место | Имя                     | Страна      | Время | Прим. |
| ----- | ----------------------- | ----------- | ----- | ----- |
|       | Шелли-Энн Фрейзер-Прайс | Ямайка      | 10,71 |       |
|       | Мюриэль Ауре            | Кот-д’Ивуар | 10,93 |       |
|       | Кармелита Джетер        | США         | 10,94 |       |
| 4     | Инглиш Гарднер          | США         | 10,97 |       |
| 5     | Керрон Стюарт           | Ямайка      | 10,97 |       |
| 6     | Блессинг Окагбаре       | Нигерия     | 11,04 |       |
| 7     | Александрия Андерсон    | США         | 11,10 |       |
| 8     | Октавиус Фриман         | США         | 11,16 |       |